# Yan Jun
Yan Jun (chinesisch 嚴俊 / 严俊, Pinyin Yán Jùn; * März 1958 in Nantong, Provinz Jiangsu) ist ein chinesischer Astrophysiker und Politiker der Gesellschaft des 3. September. Er war von 2007 bis 2018 Direktor der Nationalen Astronomischen Observatorien der Chinesischen Akademie der Wissenschaften und von 2009 bis 2022 Chefwissenschaftler des Mondprogramms der Volksrepublik China.

## Jugend und Studium
Yan Jun wurde im März 1958 in Nantong an der Mündung des Jangtsekiang geboren. Nach dem Gymnasium war er ab 1975 zunächst berufstätig (man befand sich noch in der Kulturrevolution). 1978, als die Universität Nanjing wieder Studenten aufnahm, schrieb er sich an der dortigen Fakultät für Astronomie (天文学系, seit 2011 „Fakultät für Astronomie und Weltraumwissenschaften“) ein,
wo er im Januar 1982 seinen Abschluss in Astrophysik machte. Anschließend arbeitete er ein halbes Jahr als Dozent an der Fachhochschule Nantong (南通职业大学), bis er im September 1982 in der Sternwarte am purpurnen Berg bei Nanjing, einem Institut der Chinesischen Akademie der Wissenschaften, ein postgraduales Studium begann. 1986 machte er dort zunächst einen Abschluss als Diplomastrophysiker und blieb danach als Assistent an der Sternwarte. 1994 promovierte Yan Jun. Er blieb weiterhin an der Sternwarte am purpurnen Berg.

## Sternwarte am purpurnen Berg
Im September 1996 wurde Yan Jun zum stellvertretenden Direktor der Sternwarte am purpurnen Berg ernannt.
Gleichzeitig hatte er die Leitung eines Forschungsprojekts zu Molekülwolken und Sternentstehung, das die Abteilung für antarktische Astronomie und Radioastronomie dort betrieb.
1997 wurde Yan Jun zum Wissenschaftsrat im Rang eines Professors (研究员) befördert, ein Jahr später nahm er seinen ersten Doktoranden auf. Ein weiterer Forschungsschwerpunkt Yan Juns waren die sogenannten „Herbig-Haro-Objekte“, kleine neblige Gebilde um junge Sterne. Bis zum 31. Dezember 2003 wurden diese Forschungen von der Nationalen Stiftung für Naturwissenschaften gefördert,
heute arbeitet die Sternwarte am purpurnen Berg auf diesem Gebiet  mit dem Max-Planck-Institut für Astronomie in Heidelberg zusammen.
Am 16. April 1999 beschloss die Chinesische Akademie der Wissenschaften, ihre astronomischen Einrichtungen unter einem Dach zusammenzufassen. Hierzu wurde sechs Tage später, am 23. April 1999, am Astronomischen Observatorium Peking ein „Nationales Zentrum für astronomische Beobachtungen“ (国家天文观测中心) gegründet. Am 19. Mai 1999 wurde Ai Guoxiang (艾国祥, * 1938), der Direktor des Astronomischen Observatoriums Peking, zum Leiter des Zentrums ernannt,
Yan Jun wurde als Vertreter der Nanjinger Sternwarte einer seiner Stellvertreter. Als am 21. April 2001 die Nationalen Astronomischen Observatorien der Chinesischen Akademie der Wissenschaften offiziell gegründet wurden, blieb zunächst Ai Guoxiang Direktor; Yan Jun, der im November 2000 die Leitung der Sternwarte am purpurnen Berg übernommen hatte, blieb stellvertretender Direktor der NAOC.
Unabhängig von den Nationalen Astronomischen Observatorien hatten die Universität Nanjing, die Sternwarte am purpurnen Berg, das Astronomische Observatorium Shanghai und die Chinesische Universität für Wissenschaft und Technik nach mehrjährigen Vorplanungen im Mai 1999 das „Ostchinesische Zentrum für Astronomie und Astrophysik“ (华东天文与天体物理中心) gegründet, das überwiegend mit jungen Astronomen und Astrophysikern unter 45 Jahren besetzt war und die Zusammenarbeit zwischen der Akademie der Wissenschaften und den regulären Hochschulen fördern sollte. Das in Nanjing angesiedelte Zentrum unterhält Büros in der Sternwarte am purpurnen Berg und in der Universität Nanjing und wird gemeinsam von jeweils einem Vertreter der Sternwarte und der Universität geleitet.
Von Mai 1999 bis Mai 2006 war Yan Jun für die Sternwarte der Leiter des Zentrums.
Schon seit August 2005 war Yan Jun geschäftsführender Direktor (常务副台长) der Nationalen Astronomischen Observatorien gewesen. Im Juli 2007 übernahm er dann von dem mittlerweile 69 Jahre alten Ai Guoxiang das Amt des Direktors. Seinen Posten als Direktor der Sternwarte am purpurnen Berg gab er im Oktober 2007 auf.
Im Juni 2018 gab Yan Jun mit 60 Jahren das Amt des Direktors der Nationalen Astronomischen Observatorien auf.
Stand 2020 hatte man sich dort noch nicht einigen können, wer von den fünf stellvertretenden Direktoren seine Nachfolge antreten soll. Zunächst übernahm der Astrochemiker Zhao Gang (赵刚, * 1961), Parteisekretär der Observatorien (eine Art Betriebsratsvorsitzender) und in Europa sehr gut vernetzt, die kommissarische Leitung der Einrichtung.

## Mondprogramm
Obwohl sein Fachgebiet eigentlich die Sternentstehung ist, wurde Yan Jun 2009, noch bevor der Orbiter Chang’e 2 gestartet war, als Nachfolger des 73-jährigen Geochemikers Ouyang Ziyuan zum Chefwissenschaftler des Mondprogramms der Volksrepublik China (月球应用科学首席科学家) ernannt. Seine Aufgabe dort war, die wissenschaftlichen Ziele der Landemission Chang’e 3 zu definieren und die zum Erreichen dieser Ziele notwendigen Nutzlasten auszuwählen. Gleichzeitig übernahm er bei der an den Nationalen Astronomischen Observatorien angesiedelten „Hauptabteilung Monderkundungsprogramm der Chinesischen Akademie der Wissenschaften“ (中国科学院探月工程总体部)
den Posten des Chefwissenschaftlers.
Später wurde diese in „Hauptabteilung Mond- und Tiefraumerkundung der Chinesischen Akademie der Wissenschaften“ (中国科学院月球与深空探测总体部) umbenannt und an das Nationale Zentrum für Weltraumwissenschaften verlegt, Chefwissenschaftler blieb aber zunächst weiterhin Yan Jun.
Erst 2019 übernahm dort sein bisheriger Stellvertreter Zou Yongliao (邹永廖, * 1964) die Leitung.
Das Mondprogramm der Volksrepublik China ist ein ausformuliertes, rechtsverbindliches Dokument, in dem die einzelnen Schritte des Programms genau definiert sind und das Premierminister Wen Jiabao am 24. Januar 2004 in der ihm vorgelegten Form mit seiner Unterschrift in Kraft gesetzt hatte. Ouyang Ziyuan hatte als Chefwissenschaftler das Mondprogramm geologisch ausgerichtet – der Titel des damaligen Abschlussberichts lautete „Wissenschaftliche Ziele einer Sonde für die Erkundung von Bodenschätzen auf dem Mond durch China“ – und als Yan Jun seine Nachfolge antrat, führte er das Programm zunächst in diesem Sinne fort. Schon auf dem Lander von Chang’e 3 wurde jedoch ein von den Nationalen Astronomischen Observatorien im Juli 2004 vorgeschlagenes Ultraviolett-Teleskop installiert. Im Februar 2009, gleich nachdem er den Posten des Chefwissenschaftlers übernommen hatte, genehmigte Yan Jun das Projekt, ab September 2009 wurde ein Prototyp entwickelt. Im Dezember 2011 war das reale Teleskop getestet, und am 16. Dezember 2013, zwei Tage nach der Landung auf dem Mond, wurde das Teleskop in Betrieb genommen.
Durch eine geschickte Konstruktion mit einer Luke, die das Teleskop bei Sonnenaufgang und Sonnenuntergang verschließt – Mondstaub steigt verstärkt an Hell-Dunkel-Grenzen auf – gibt es bislang keine Staubablagerungen auf den Spiegeln des Ritchey-Chrétien-Cassegrain-Teleskops.
Das 238Pu in der Radionuklidbatterie des Landers
sollte noch für etwa 30 Jahre reichen, und wenn es nicht zu unvorhergesehenen Zwischenfällen kommt, könnten die Astronomen während dieser gesamten Zeit ihre Beobachtungen im Nahen Ultraviolett-Bereich (400–300 nm) machen.
Bei der nächsten Mission wurden die astronomischen Aspekte verstärkt. Da Chang’e 4 auf der Rückseite des Mondes landen sollte, bot es sich an, dort ein Niederfrequenzspektrometer für radioastronomische Beobachtungen im Bereich von unter 30 MHz zu installieren. Hierbei handelt es sich um Frequenzen, deren Empfang durch die reflektierenden Eigenschaften der Ionosphäre auf der Erde schwierig bis unmöglich ist, die aber für die Sonnenforschung und eine Beobachtung der rotverschobenen 21-cm-Linie aus dem Dunklen Zeitalter 380.000 Jahre nach dem Urknall (also vor etwa 13 Milliarden Jahren) für die Forschung von besonderem Interesse sind. Auf der Rückseite des Mondes hat man den zusätzlichen Vorteil, dass ein derartiges Instrument durch die Masse des Mondes von der  elektromagnetischen Verschmutzung durch den irdischen Funkverkehr abgeschirmt ist. Am Ende kamen bei der Chang’e-4-Mission drei Instrumente für lunare Niederfrequenzinterferometrie zum Einsatz: eine Tripolantenne auf dem Lander der Sonde, eine Tripolantenne der Radboud-Universität Nijmegen auf dem Relaissatelliten Elsternbrücke und ein Langwellendetektor auf dem mitreisenden Mikrosatelliten Longjiang-2.
Mit dem 4. Schritt des Mondprogramms (Erkundung der Südpolregion und Standortsuche für die Komponenten der Internationalen Mondforschungsstation) fand wieder ein Wechsel in der Ausrichtung statt, von der reinen Wissenschaft zu einem Programm, bei dem Erforschung und wirtschaftliche Nutzung des Mondes gleichberechtigt nebeneinander standen.
Im August 2022 wurde hierfür neues Führungspersonal ernannt.
Nun gab Yan Jun seinen Posten als Chefwissenschaftler an Wang Chi ab, den Direktor des  Nationalen Zentrums für Weltraumwissenschaften der Chinesischen Akademie der Wissenschaften.

## Politisches Engagement
1988 trat Yan Jun in die „Gesellschaft des 3. September“ ein, eine politische Partei, deren Mitglieder sich überwiegend aus dem akademischen Mittel- und Oberbau rekrutieren und deren offizielles Motto „Patriotismus, Demokratie, Wissenschaft“ (爱国，民主，科学) lautet. Vom 22. Mai 1997 bis zum 1. Juni 2002 war er Mitglied im Vorstand des Landesverbandes Jiangsu der Partei. Bei den Wahlen zur 10. Legislaturperiode des Nationalen Volkskongresses im Dezember 2002/Januar 2003 wurde er im Wahlkreis Jiangsu für die Gesellschaft des 3. September in das chinesische Parlament gewählt.
Ab dem 1. Juni 2007 fungierte er als stellvertretender Vorsitzender des Landesverbands Jiangsu der Partei, gab dieses Amt jedoch im Dezember 2008 wieder ab.
Bereits im Februar 2008 war er von der Partei als einer ihrer 45 Vertreter für die 11. Legislaturperiode in die Politische Konsultativkonferenz des chinesischen Volkes entsandt worden.
Im Februar 2013 wurde er für die 12. Legislaturperiode erneut in die Konsultativkonferenz entsandt und von dieser in den ständigen Ausschuss gewählt, wo die tatsächliche Arbeit dieser Parlamentskammer stattfindet.
In der am 3. März 2018 begonnenen 13. Legislaturperiode war Yan Jun dann nicht mehr in der Konsultativkonferenz vertreten.
Von 1998 bis 2003 saß Yan Jun im Ständigen Ausschuss der Politischen Konsultativkonferenz der Provinz Jiangsu, allerdings nicht als einer der 25 Vertreter der Gesellschaft des 3. September, sondern in der 33 Personen starken Fraktion die dort der Kommunistische Jugendverband der Provinz Jiangsu, der Allchinesische Jugendbund (dort war Yan Jun Vorstandsmitglied im Landesverband Jiangsu), der Gesamtchinesische Gewerkschaftsbund und die All-Chinesische Frauenvereinigung gebildet hatten. Somit verfügte die Gesellschaft des 3. September durch Yan Jun über einen zusätzlichen Vertreter in der Konsultativkonferenz der Provinz.
Yan Jun war von Dezember 2002 bis Dezember 2022 Mitglied des Ständigen Ausschusses des Zentralkomitees der Gesellschaft des 3. September (九三学社中央委员会常务委员).